# Иван Иванович Коротопол
Иван Иванович (Иоанн Иоаннович) (по прозванию Коротопол или Коротополый; умер в 1343) — князь рязанский, сын Ивана Ярославича. 

## Биография
Считается унаследовавшим рязанский престол в 1327 году после смерти отца, казнённого Узбек-ханом в Орде, хотя в летописях этой информации нет.
В 1333 году князья рязанские ходили с Иваном Калитой на Новгород, что обычно понимается как участие Ивана Коротопола.
В 1339 году ходил в Орду. В 1340-м, на обратном пути, Иван сопровождал темника Товлубия, посланного Узбек-ханом наказать смоленского князя Ивана Александровича за отказ от уплаты дани и признание старшинства литовского князя Гедимина (см. Осада Смоленска (1340)). По дороге он встретил своего двоюродного брата, Александра Михайловича Пронского, вёзшего в Орду выход, ограбил его, привёз в Переяславль и там убил.
В 1342 году сын Александра, Ярослав-Дмитрий, пришёл из Орды с татарским войском и послом Киндяком и осадил Переяславль: Иван Иванович целый день отбивался от осаждавших, «а на ночь побежал вон».

## Смерть
В 1343 году Иван Коротопол был убит «неизвестно где, кем и как».
Лицевой летописный свод:

В том году убиен был князь Иван Иванович Коротополый Рязанский. Так как он убил своего брата Александра Михайловича Пронского, то и сам сию чашу испил: таким же судом был судим, и такою же мерою было отмерено ему.

## Семья
Отец: Иван Ярославич (ок. 1280—1327) — пронский князь (1299—1308), великий князь рязанский (1308—1327).
Жена: Агриппина Глебова.
Традиционно, под влиянием Государева Родословца, Иван Коротопол считался отцом Олега Ивановича Рязанского. Но в 1850-х историк Д. И. Иловайский счёл эту версию ошибочной, доказывая, что на самом деле отцом Олега является рязанский князь Иван Александрович. Эта версия поддерживается и рядом других историков, например, Е. В. Пчеловым.